# Kesdo
Serge Zadi, plus connu sous le nom de Kesdo, mort le 5 février 2021, est un rappeur, beatmaker et animateur radio originaire du 12e arrondissement de Paris. 
Sa carrière s'étend en France du milieu des années 1990 au début des années 2000, avant de se poursuivre en Côte d'Ivoire.

## Biographie
Kesdo fait ses premiers pas dans le rap au cours des années 1990. Il rejoint d'abord Axis, puis Cyanure, avec qui il forme le groupe Sexion Lyricale. Ce groupe pose les bases de ce qui deviendra ATK quelques années plus tard. Son frère Fredy K en fait également partie, et poursuit avec ATK lorsque Kesdo quitte le groupe en 1997 pour fonder Les Rèfres. Kesdo a notamment collaboré avec Pit Baccardi et Secteur Ä.
Fredy K meurt en 2007. Quelques années plus tard, vers 2010, Kesdo s'installe à Abidjan en Côte d'Ivoire. Il anime une émission de radio, Tinkiète !!! sur Radio Jam et lance l'Abidjan Rap Tour. Il produit également des artistes ivoiriens, contribuant à lancer plusieurs figures du rap ivoirien, notamment Nash.
Il meurt le 5 février 2021 à Abidjan.